# Stonewallbrigaden
Stonewallbrigaden (Stonewall Brigade) var en infanteribrigad i sydstatsarmén under det amerikanska inbördeskriget.
Brigaden förste chef var Stonewall Jackson. Hans hårda utbildningsprogram och stränga disciplin förvandlade entusiastiska men oövade frivilliga till ett väl fungerande militärt förband. När Stonewall Jackson efterhand befordrades till divisions- och kårchef, såg han till att brigaden alltid ingick i de högre förband han ledde. De i brigaden ingående infanteriregementena var alla rekryterade i Shenandoahdalen. Brigaden tilldelades 1863 officiellt namnet "Stonewall Brigade"; det enda förband i sydstatsarmén som utmärktes på detta sätt.